# Dyskografia O.S.T.R.-a
Dyskografia polskiego rapera i producenta muzycznego O.S.T.R. obejmuje dwadzieścia albumów solowych, jeden album koncertowy, trzydzieści dziewięć singli, dziesięć albumów we współpracy, pięć albumów specjalnych oraz czterdzieści cztery solowe teledyski.
Albumy O.S.T.R.-a sprzedały się w ponad czterystu tysiącach egzemplarzy, co czyni go trzecim raperem w Polsce pod względem sprzedaży. Dwadzieścia siedem jego albumów było notowanych na polskiej liście sprzedaży – OLiS, z czego dwadzieścia jeden na podium i dwanaście na pierwszym miejscu. Zdobył dwanaście certyfikacji złotych płyt, dziesięć certyfikacji platynowych płyt oraz jedną certyfikację diamentowej płyty ze ZPAV.

## Dyskografia

### Albumy solowe
| Rok                                                     | Album | Najwyższe pozycje na listach | Najwyższe pozycje na listach | Sprzedaż        | Certyfikat                 |
| Rok                                                     | Album | POL                          | POL WINYL                    | Sprzedaż        | Certyfikat                 |
| ------------------------------------------------------- | --- | ---------------------------- | ---------------------------- | --------------- | -------------------------- |
| 2001                                                    | Masz to jak w banku - Data: 8 października 2001 - Wydawca: Asfalt Records - Format: CD, CC, LP                           | 41                           | —                            | - POL: 2500+    |                            |
| 2002                                                    | 30 minut z życia - Data: 8 kwietnia 2002 - Wydawca: Asfalt Records - Format: CD, CC, LP                                  | 5                            | 1                            | - POL: 2000     |                            |
| 2002                                                    | Tabasko - Data: 24 czerwca 2002 - Wydawca: Asfalt Records, Sony Music - Format: CD, CC                                   | 3                            | —                            | - POL: 4000+    |                            |
| 2003                                                    | Jazz w wolnych chwilach - Data: 5 grudnia 2003 - Wydawca: Asfalt Records, Sony Music - Format: CD, LP, CC                | 14                           | 2                            | - POL: 30 000+  | - ZPAV: platynowa płyta    |
| 2004                                                    | Jazzurekcja - Data: 18 listopada 2004 - Wydawca: Asfalt Records, EmbargoNagrania - Format: CD                            | 5                            | —                            | - POL: 15 000+  | - ZPAV: złota płyta        |
| 2006                                                    | 7 - Data: 24 lutego 2006 - Wydawca: Asfalt Records, EMI Music - Format: CD                                               | 2                            | 3                            |                 |                            |
| 2007                                                    | HollyŁódź - Data: 23 lutego 2007 - Wydawca: Asfalt Records, EMI Music - Format: CD                                       | 2                            | 9                            | - POL: 15 000+  | - ZPAV: złota płyta        |
| 2008                                                    | Ja tu tylko sprzątam - Data: 22 lutego 2008 - Wydawca: Asfalt Records, EMI Music - Format: CD, digital download          | 1                            | —                            | - POL: 15 000+  | - ZPAV: złota płyta        |
| 2009                                                    | O.c.b. - Data: 27 lutego 2009 - Wydawca: Asfalt Records, EMI Music - Format: CD, digital download, LP                    | 2                            | —                            | - POL: 15 000+  | - ZPAV: złota płyta        |
| 2010                                                    | Tylko dla dorosłych - Data: 26 lutego 2010 - Wydawca: Asfalt Records, EMI Music - Format: CD, LP, digital download       | 1                            | —                            | - POL: 30 000+  | - ZPAV: platynowa płyta    |
| 2011                                                    | Jazz, dwa, trzy - Data: 22 lutego 2011 - Wydawca: Asfalt Records, EMI Music - Format: CD, LP, digital download           | 2                            | —                            | - POL: 30 000+  | - ZPAV: platynowa płyta    |
| 2015                                                    | Podróż zwana życiem - Data: 23 lutego 2015 - Wydawca: Asfalt Records, Warner Music - Format: CD, LP, digital download    | 1                            | —                            | - POL: 60 000+  | - ZPAV: 2× platynowa płyta |
| 2016                                                    | Życie po śmierci - Data: 26 lutego 2016 - Wydawca: Asfalt Records, Warner Music - Format: CD, LP, CC, digital download   | 1                            | 9                            | - POL: 150 000+ | - ZPAV: diamentowa płyta   |
| 2018                                                    | W drodze po szczęście - Data: 23 lutego 2018 - Wydawca: Asfalt Records, Asfalt Distro - Format: CD, digital download     | 1                            | —                            | - POL: 60 000+  | - ZPAV: 2× platynowa płyta |
| 2019                                                    | Instrukcja obsługi świrów - Data: 22 lutego 2019 - Wydawca: Asfalt Records, Asfalt Distro - Format: CD, digital download | 1                            | 1                            | - POL: 30 000+  | - ZPAV: platynowa płyta    |
| 2020                                                    | Gniew - Data: 27 lutego 2020 - Wydawca: Asfalt Records - Format: CD (wersja A, B, C), digital download                   | 1                            | —                            | - POL: 30 000+  | - ZPAV: platynowa płyta    |
| 2022                                                    | 042 requiem - Data: 9 listopada 2022 - Wydawca: Asfalt Records - Format: CD                                              | 1                            | —                            |                 |                            |
| 2023                                                    | Diaporama - Data: 12 kwietnia 2023 - Wydawca: Asfalt Records - Format: CD, digital download, LP                          | 1                            | 1                            |                 |                            |
| 2023                                                    | 042 sequentia - Data: 12 grudnia 2023 - Wydawca: Asfalt Records - Format: CD                                             | 2                            | —                            |                 |                            |
| 2024                                                    | XX - Data: 31 maja 2024 - Wydawca: Tabasko Nagrania - Format: CD, digital download                                       | 87                           | —                            |                 |                            |
| „—” oznacza, że album nie był notowany na danej liście. | |                              |                              |                 |                            |

1. ↑  Reedycja albumu 30 minut z życia na płycie winylowej ukazała się 8 kwietnia 2022.
2. ↑  Album Diaporama na dwóch płytach winylowych ukazał się 19 maja 2023

#### Albumy koncertowe
| Rok                                                     | Album | Najwyższe pozycje na listach | Najwyższe pozycje na listach | Sprzedaż       | Certyfikat          |
| Rok                                                     | Album | POL                          | POL WINYL                    | Sprzedaż       | Certyfikat          |
| ------------------------------------------------------- | --- | ---------------------------- | ---------------------------- | -------------- | ------------------- |
| 2017                                                    | MTV Unplugged: Autentycznie - Data: 28 kwietnia 2017 - Wydawca: Asfalt Records, Asfalt Distro - Format: CD, LP, digital download | 2                            | 2                            | - POL: 15 000+ | - ZPAV: złota płyta |
| „—” oznacza, że album nie był notowany na danej liście. | |                              |                              |                |                     |

#### Albumy specjalne
| Rok                                                     | Album                                                                                 | Najwyższe pozycje na listach | Sprzedaż    |
| Rok                                                     | Album                                                                                 | POL                          | Sprzedaż    |
| ------------------------------------------------------- | ------------------------------------------------------------------------------------- | ---------------------------- | ----------- |
| 2009                                                    | Jazzurekcja: Addendum - Data: 27 listopada 2009 - Wydawca: Asfalt Records             | 64                           |             |
| 2010                                                    | Tylko dla dorosłych. Instrumentals - Data: 10 sierpnia 2010 - Wydawca: Asfalt Records | —                            | - POL: 1000 |
| 2014                                                    | OSTR Beat Pack (zielony) - Data: 1 czerwca 2014 - Wydawca: Asfalt Records             | —                            |             |
| 2014                                                    | OSTR Beat Pack (granatowy) - Data: 1 czerwca 2014 - Wydawca: Asfalt Records           | —                            |             |
| 2017                                                    | OSTR Xmas Beat Pack - Data: 22 grudnia 2017 - Wydawca: Asfalt Records                 | —                            |             |
| „—” oznacza, że album nie był notowany na danej liście. |                                                                                       |                              |             |

### Współpraca
| Rok                                                     | Album | Najwyższe pozycje na listach | Sprzedaż       | Certyfikat              |
| Rok                                                     | Album | POL                          | Sprzedaż       | Certyfikat              |
| ------------------------------------------------------- | --- | ---------------------------- | -------------- | ----------------------- |
| 2007                                                    | Trójka Live! (oraz SOFA) - Data: 24 października 2007 - Wydawca: 3 SKY MEDIA                                    | —                            |                |                         |
| 2009                                                    | Galerianki (oraz Skinny Patrini) - Data: 11 września 2009 - Wydawca: Asfalt Records                             | —                            |                |                         |
| 2009                                                    | Podostrzyfszy... (oraz Warszafski Deszcz) - Data: 18 września 2009 - Wydawca: Wielkie Joł, Asfalt Records       | —                            | - POL: 400     |                         |
| 2012                                                    | Copycats (EP; oraz Joe Kickass) - Data: 14 lutego 2012 - Wydawca: Asfalt Records                                | —                            | - POL: 500     |                         |
| 2013                                                    | Haos (oraz Hades) - Data: 26 lutego 2013 - Wydawca: Asfalt Records                                              | 1                            | - POL: 30 000+ | - ZPAV: platynowa płyta |
| 2014                                                    | Kartagina (oraz Marco Polo) - Data: 4 marca 2014 - Wydawca: Asfalt Records                                      | 1                            | - POL: 15 000+ | - ZPAV: złota płyta     |
| 2015                                                    | Growbox (oraz Jeżozwierz, Soulpete) - Data: 25 września 2015 - Wydawca: Asfalt Records                          | —                            | - POL: 4000    |                         |
| 2019                                                    | Arhytmogenic (oraz Magiera) - Data: 10 października 2019 - Wydawca: Asfalt Recods                               | 2                            | - POL: 5000    |                         |
| 2020                                                    | Hao2 (oraz Hades) - Data: 11 grudnia 2020 - Wydawca: Asfalt Recods                                              | 1                            | - POL: 15 000+ | - ZPAV: złota płyta     |
| 2024                                                    | Poczekaj, sprawdzę w telefonie (oraz Młody Olisadebe, Luck7) - Data: 29 lutego 2024 - Wydawca: Tabasko Nagrania | 2                            |                |                         |
| „—” oznacza, że album nie był notowany na danej liście. | |                              |                |                         |

### Single
| Rok                                                      | Tytuł                                                      | Najwyższe pozycje na listach | Najwyższe pozycje na listach | Najwyższe pozycje na listach | Najwyższe pozycje na listach | Najwyższe pozycje na listach | Najwyższe pozycje na listach | Najwyższe pozycje na listach | Album                       |
| Rok                                                      | Tytuł                                                      | UWM                          | SLiP                         | HHTV                         | PAR                          | RH                           | 30 TON                       | ZACH                         | Album                       |
| -------------------------------------------------------- | ---------------------------------------------------------- | ---------------------------- | ---------------------------- | ---------------------------- | ---------------------------- | ---------------------------- | ---------------------------- | ---------------------------- | --------------------------- |
| 2001                                                     | „Ile jestem w stanie dać”                                  | —                            | —                            | —                            | —                            | —                            | —                            | —                            | Masz to jak w banku         |
| 2002                                                     | „Kochana Polsko”                                           | —                            | 10                           | —                            | —                            | 7                            | —                            | —                            | Tabasko                     |
| 2004                                                     | „Odzyskamy Hiphop”                                         | —                            | —                            | —                            | —                            | —                            | 6                            | —                            | Jazzurekcja                 |
| 2007                                                     | „Brother on the Run” (gościnnie: Craig G)                  | —                            | —                            | —                            | —                            | —                            | —                            | —                            | HollyŁódź                   |
| 2008                                                     | „1980”                                                     | —                            | —                            | —                            | —                            | —                            | —                            | —                            | Ja tu tylko sprzątam        |
| 2008                                                     | „Jak nie ty, to kto?”                                      | —                            | —                            | —                            | —                            | —                            | —                            | —                            | Ja tu tylko sprzątam        |
| 2013                                                     | „Rap na osiedlu” (oraz Hades)                              | —                            | —                            | —                            | —                            | —                            | —                            | —                            | Haos                        |
| 2013                                                     | „Side Effects” (oraz Marco Polo; gościnnie: Cadillac Dale) | —                            | —                            | —                            | —                            | —                            | —                            | —                            | Kartagina                   |
| 2014                                                     | „Przyjaciel diabła” (oraz Marco Polo)                      | —                            | —                            | —                            | —                            | —                            | —                            | —                            | Kartagina                   |
| 2014                                                     | „Długi” (oraz Marco Polo; gościnnie: DJ Haem)              | —                            | —                            | —                            | —                            | —                            | —                            | —                            | Kartagina                   |
| 2014                                                     | „What Is the Question” (oraz Marco Polo)                   | —                            | —                            | —                            | —                            | —                            | —                            | —                            | Kartagina                   |
| 2014                                                     | „Side Effects / Długi” (oraz Marco Polo)                   | —                            | —                            | —                            | —                            | —                            | —                            | —                            | Kartagina                   |
| 2014                                                     | „Rise of the Sun” (gościnnie: Cadillac Dale, DJ Haem)      | —                            | 23                           | —                            | —                            | —                            | —                            | —                            | Podróż zwana życiem         |
| 2014                                                     | „Ja ty my wy oni” (gościnnie: Sacha Vee)                   | —                            | —                            | —                            | —                            | —                            | —                            | —                            | Podróż zwana życiem         |
| 2016                                                     | „We krwi (Since I Saw You)” (gościnnie: Playground Zer0)   | —                            | —                            | —                            | —                            | —                            | —                            | —                            | Życie po śmierci            |
| 2016                                                     | „Spowiedź” (gościnnie: Sacha Vee)                          | 24                           | —                            | 1                            | —                            | —                            | —                            | —                            | Życie po śmierci            |
| 2017                                                     | „Życie po śmierci (Autentycznie)”                          | —                            | —                            | 1                            | —                            | —                            | —                            | —                            | MTV Unplugged: Autentycznie |
| 2017                                                     | „Miami”                                                    | —                            | —                            | —                            | —                            | —                            | —                            | —                            | Życie po śmierci            |
| 2017                                                     | „Słuch”                                                    | 4                            | —                            | —                            | —                            | —                            | —                            | —                            | W drodze po szczęście       |
| 2018                                                     | „All my life”                                              | —                            | —                            | —                            | —                            | —                            | —                            | 27                           | W drodze po szczęście       |
| 2018                                                     | „Alcatraz”                                                 | 22                           | —                            | —                            | 9                            | —                            | —                            | —                            | W drodze po szczęście       |
| 2018                                                     | „Chevy Impala”                                             | 39                           | —                            | —                            | —                            | —                            | —                            | —                            | Instrukcja obsługi świrów   |
| 2019                                                     | „Eden”                                                     | —                            | —                            | —                            | —                            | —                            | —                            | —                            | Instrukcja obsługi świrów   |
| 2019                                                     | „Wersy w pysk”                                             | —                            | —                            | —                            | —                            | —                            | —                            | —                            | Instrukcja obsługi świrów   |
| 2019                                                     | „E.K.O.”                                                   | —                            | —                            | —                            | —                            | —                            | —                            | —                            | Instrukcja obsługi świrów   |
| 2019                                                     | „Monochrom”                                                | —                            | —                            | —                            | —                            | —                            | —                            | —                            | Instrukcja obsługi świrów   |
| 2019                                                     | „Nie chcę”                                                 | —                            | —                            | —                            | —                            | —                            | —                            | —                            | Gniew                       |
| 2020                                                     | „Paranormalny”                                             | —                            | —                            | —                            | —                            | —                            | —                            | —                            | Gniew                       |
| 2020                                                     | „Son Goku”                                                 | —                            | —                            | —                            | —                            | —                            | —                            | —                            | Gniew                       |
| 2023                                                     | „Flam”                                                     | —                            | —                            | —                            | —                            | —                            | —                            | —                            | Diaporama                   |
| 2023                                                     | „Lemon” (gościnnie: Gibbs)                                 | —                            | —                            | —                            | —                            | —                            | —                            | —                            | Diaporama                   |
| 2023                                                     | „Cristal”                                                  | —                            | —                            | —                            | —                            | —                            | —                            | —                            | Diaporama                   |
| 2023                                                     | „Mental Clash”                                             | —                            | —                            | —                            | —                            | —                            | —                            | —                            | Diaporama                   |
| 2023                                                     | „Wszystkiego najlepszego” (gościnnie: Sarius)              | —                            | —                            | —                            | —                            | —                            | —                            | —                            | Diaporama                   |
| 2023                                                     | „Stereo”                                                   | —                            | —                            | —                            | —                            | —                            | —                            | —                            | 042 sequentia               |
| 2023                                                     | „Reset”                                                    | —                            | —                            | —                            | —                            | —                            | —                            | —                            | 042 sequentia               |
| 2023                                                     | „Gangboy”(gościnnie KPSN)                                  | —                            | —                            | —                            | —                            | —                            | —                            | —                            | 042 sequentia               |
| 2023                                                     | „Aż po grób”                                               | —                            | —                            | —                            | —                            | —                            | —                            | —                            | 042 sequentia               |
| 2023                                                     | „Finał”                                                    | —                            | —                            | —                            | —                            | —                            | —                            | —                            | 042 sequentia               |
| 2024                                                     | „Kercelak”                                                 | —                            | —                            | —                            | —                            | —                            | —                            | —                            | XX                          |
| 2024                                                     | „Tango porcjarza”                                          | —                            | —                            | —                            | —                            | —                            | —                            | —                            | XX                          |
| „—” oznacza, że singel nie był notowany na danej liście. |                                                            |                              |                              |                              |                              |                              |                              |                              |                             |

#### Inne notowane utwory
| Rok                                                     | Tytuł | Najwyższe pozycja na listach | Najwyższe pozycja na listach | Najwyższe pozycja na listach | Najwyższe pozycja na listach | Najwyższe pozycja na listach | Album                   |
| Rok                                                     | Tytuł | LP3                          | UWM                          | SLiP                         | 30 TON                       | ZACH                         | Album                   |
| ------------------------------------------------------- | --- | ---------------------------- | ---------------------------- | ---------------------------- | ---------------------------- | ---------------------------- | ----------------------- |
| 2002                                                    | „Tabasko” | —                            | —                            | —                            | 29                           | —                            | Tabasko                 |
| 2003                                                    | WhiteHouse – „Na raz” (gościnnie: O.S.T.R.)                                                                                | —                            | —                            | 19                           | —                            | —                            | Kodex                   |
| 2003                                                    | „Jazz w wolnych chwilach”                                                                                                  | —                            | —                            | —                            | 29                           | —                            | Jazz w wolnych chwilach |
| 2004                                                    | „Początek…” | —                            | —                            | 4                            | —                            | —                            | Jazz w wolnych chwilach |
| 2004                                                    | „Rap po godzinach” (gościnnie: DJ Haem)                                                                                    | —                            | —                            | 22                           | —                            | —                            | Jazz w wolnych chwilach |
| 2005                                                    | „Komix” | —                            | —                            | 25                           | 9                            | —                            | Jazzurekcja             |
| 2005                                                    | „U ciebie w mieście 2” (oraz Vienio, Pezet, Ero, Foster, Pele, Lil' Dap)                                                   | —                            | —                            | 47                           | —                            | —                            | U Ciebie w mieście 2    |
| 2006                                                    | „O robieniu bitów” | —                            | —                            | 26                           | 8                            | —                            | 7                       |
| 2013                                                    | „Jutro jest dziś” (oraz Katarzyna Nosowska)                                                                                | 9                            | 6                            | —                            | —                            | —                            | Męskie Granie 2013      |
| 2014                                                    | „Dziś idę walczyć, Mamo!” – (O.S.T.R., Waldemar Kasta, Joanna Kulig, Joanna Lewandowska)                                   | —                            | —                            | 14                           | —                            | —                            | Nowe pokolenie 14/44    |
| 2016                                                    | „Wataha” (Męskie Granie Orkiestra: O.S.T.R., Dawid Podsiadło, Tomasz Organek, Adam Staszewski, Robert Markiewicz, DJ Haem) | 1                            | 1                            | —                            | —                            | 23                           | Męskie Granie 2016      |
| 2017                                                    | „Epicentrum” – (Steve Nash & Turntable Orchestra, O.S.T.R.)                                                                | —                            | —                            | 49                           | —                            | —                            | Out of Fade             |
| 2019                                                    | „To nie miało prawa się stać” – (oraz Ørganek)                                                                             | 21                           | —                            | —                            | —                            | —                            | —                       |
| „—” oznacza, że utwór nie był notowany na danej liście. | |                              |                              |                              |                              |                              |                         |

### Występy gościnne i produkcje
| Rok  | Album                                                                  | Uwagi | Źródło                  |
| ---- | ---------------------------------------------------------------------- | --- | ----------------------- |
| 2000 | Familia HP – Sprawdź sytuację                                          | gościnnie rap w utworze „Trudno jest wybaczyć” | [ 164 ]                 |
| 2000 | Red – Red’s Bobyahedz Odyseja 1                                        | gościnnie rap w utworze „Boże igrzysko” | [ 165 ]                 |
| 2000 | Thinkadelic – Obiecana ziemia                                          | gościnnie rap w utworze „Codziennie nowy świat / Nitka skit” | [ 166 ]                 |
| 2002 | Red – Al-Hub                                                           | gościnnie rap w utworze „Freestyle” | [ 167 ]                 |
| 2002 | Afirmacja – Przełom                                                    | gościnnie rap w utworze „Feministki” oraz produkcja utworów: „To nasz czas”, „Hip-Hopowa fiesta”, „Feministki”, „Przełom” i „Ignoranci”                                                                                             | [ 168 ]                 |
| 2002 | Vienio, Pele – Autentyk                                                | gościnnie skrzypce w utworze „Nigdy więcej” | [ 169 ]                 |
| 2002 | Familia HP – Miejskie wibracje                                         | gościnnie rap w utworze: „Naprzeciw”, koprodukcja wraz z Familia HP oraz remiks utworu „Untitled / A kiedy miasto zasypia” | [ 170 ]                 |
| 2002 | Rahim – Experyment Psyho                                               | gościnnie rap w utworze „Obłuda” | [ 171 ]                 |
| 2002 | WhiteHouse – Kodex                                                     | gościnnie rap w utworze „Na raz” | [ 172 ]                 |
| 2002 | M.Bunio.S – Historie + R                                               | gościnnie rap w utworze „Uannie III” | [ 173 ]                 |
| 2003 | Spinache – Za wcześnie                                                 | gościnnie rap w utworach „Zostańmy razem” i „Iskra” oraz produkcja utworów „Zostańmy razem” i „Masz to, bierz to” | [ 174 ]                 |
| 2003 | DJ Buhh – Volumin II: George W. Buhh                                   | gościnnie rap w utworze „Freestyle” | [ 175 ]                 |
| 2003 | Eudezet Allstars – Mixtape vol.1                                       | gościnnie rap w utworze „O pięciu takich” | [ 176 ]                 |
| 2003 | Ski Skład – Wspólne zadanie                                            | gościnnie rap w utworze „Loża szyderców” produkcja utworu „Loża szyderców” | [ 177 ]                 |
| 2003 | Eis – Gdzie jest Eis?                                                  | produkcja utworu „Box i kox” | [ 178 ]                 |
| 2003 | DJ Decks – Mixtape Vol. 3                                              | gościnnie rap w utworze „Łoj” | [ 179 ]                 |
| 2003 | Sistars – Siła sióstr                                                  | gościnnie rap w utworze: „Siła sióstr” (oraz Numer Raz) | [ 180 ]                 |
| 2003 | Fenomen – Sam na sam                                                   | produkcja utworów „Dlaczego tak?” i „Nieidealny świat” | [ 181 ]                 |
| 2003 | Sweet Noise – Revolta                                                  | gościnnie rap w utworze „Revolta (z ulicy)” | [ 182 ]                 |
| 2003 | Emade – Album producencki                                              | gościnnie rap w utworze „Niebo” | [ 183 ]                 |
| 2004 | Familia HP – Kilka słów wyjaśnień (EP)                                 | produkcja utworów „Naprzód” i „Czasu coraz mniej” | [ 184 ]                 |
| 2004 | Fu – Wrodzony instynkt                                                 | gościnnie rap w utworze „Raptowne realia” | [ 185 ]                 |
| 2004 | WhiteHouse – Kodex 2: Proces                                           | gościnnie rap w utworze „Powietrze” | [ 186 ]                 |
| 2004 | Paktofonika – Pożegnalny koncert                                       | gościnnie rap w utworze „Freestyle” (bonus) | [ 187 ]                 |
| 2004 | Mor W.A. – Dla słuchaczy                                               | produkcja utworu: „Niepokorni” | [ 188 ]                 |
| 2004 | Tede – Notes                                                           | produkcja utworu „Ja, mój walkman i mój notes” | [ 189 ]                 |
| 2004 | Afront – A miało być tak pięknie                                       | produkcja | [ 190 ]                 |
| 2004 | WhiteHouse – Kodex 2: Suplement                                        | gościnnie rap w utworach „Powietrze” (Bitnix RMX) i „Powietrze” (O.S.T.R. RMX) | [ 191 ]                 |
| 2004 | DJ 600V – Style (operacja zrób to głośniej)                            | gościnnie rap w utworze „Nie mamy czasu nawet myśleć” | [ 192 ]                 |
| 2005 | Endefis – Być albo nie być                                             | gościnnie rap w utworze „Miłość” | [ 193 ]                 |
| 2005 | Fisz, Envee – Kryminalny bluez                                         | remiks utworu „Tłusty bit” | [ 194 ]                 |
| 2005 | Wojtas – Moja gra                                                      | produkcja utworu „Wiara w ludzi” | [ 195 ]                 |
| 2005 | IGS – Na klucz                                                         | gościnnie rap w utworze „Mam ręce czyste” | [ 196 ]                 |
| 2005 | Projektanci – Mamy to we krwi!                                         | gościnnie rap w utworze „Kierunek lokal” produkcja utworów „Mamy to we krwi”, „Powód”, „Ferplej”, „Co jest w cenie”, „Daj to głośniej”, „Gra”, „Kierunek lokal”                                                                     | [ 197 ]                 |
| 2005 | Mil Mnóstwo – Chomik wypchany papierkami od gum do żucia               | gościnnie rap w utworze „Na rzycie” | [ 198 ]                 |
| 2005 | Urbanator – Urbanator III                                              | gościnnie rap w utworach „J.A.Z.Z.” (oraz Mika Urbaniak) i „Mike Out” | [ 199 ]                 |
| 2006 | Metro – Antidotum EP                                                   | gościnnie rap w utworze „Mamy głos” | [ 200 ]                 |
| 2006 | Fisz, Emade – Piątek 13                                                | gościnnie rap w utworze „Plastik” | [ 201 ]                 |
| 2006 | Sofa – Many Stylez                                                     | gościnnie rap w utworze „Flow.Reality” | [ 202 ]                 |
| 2007 | Metro – Metro 45’s                                                     | gościnnie rap w utworze „Bestia” | [ 203 ]                 |
| 2007 | Bakflip – Ke Ke Ke                                                     | remiks utworu „Bakflip” | [ 204 ]                 |
| 2007 | Jędker Realista – Czas na prawdę                                       | produkcja utworu „Standard” | [ 205 ]                 |
| 2007 | Waves – Tru Luv 4 Music                                                | gościnnie rap w utworze „Sen o złotych górach” | [ 206 ]                 |
| 2007 | WhiteHouse – Kodex 3: Wyrok                                            | gościnnie rap w utworze „Deszcz meteorytów” | [ 207 ]                 |
| 2007 | Baatin – Marvelous Magic                                               | remiks utworu „Magic” | [ 208 ]                 |
| 2007 | WitchDoctor Wise – Trapped in the Asylum                               | produkcja utworu „S.I.T.C.” | [ 209 ]                 |
| 2007 | Afront – Już takich nie robią                                          | produkcja utworów „Historia”, „Jeszcze niczego nie przeczuwasz”, „Podgłośń”, „Leń”, „Dziesięć”, „To ten moment” | [ 210 ]                 |
| 2008 | Projektanci – Braterstwo krwi                                          | gościnnie rap w utworze „To słychać!” oraz produkcja utworów „To Słychać”, „Pamiętasz?”, „Warto wiedzieć”, „One lubią” i „Tam się kurwa patrz!”                                                                                     | [ 211 ]                 |
| 2008 | Bakflip – 12 nędznych ludzi                                            | gościnnie rap w utworze: „Przerwa na reklamy” | [ 212 ]                 |
| 2008 | Reps – The Saga of a Peaceful Man                                      | remiks utworu „Park Ranger”, produkcja utworu „What the Fuck” i współprodukcja „Now and Then” z Blufoot, Fretty, Twiz | [ 213 ]                 |
| 2008 | DJ Decks – Mixtape 4                                                   | gościnnie rap w utworze „Hip-hop” | [ 214 ]                 |
| 2008 | Molesta Ewenement – Molesta i kumple                                   | gościnnie rap w utworze „Uwaga” | [ 215 ]                 |
| 2008 | Grand Agent – Adult Contemporary                                       | produkcja | [ 216 ]                 |
| 2008 | Fokus – Alfa i omega                                                   | gościnnie rap w utworze „Przetrwasz” | [ 217 ]                 |
| 2008 | PMM – Polski mistrzowski manewr                                        | produkcja utworów „PMM” i „Nie chcesz tego” | [ 218 ]                 |
| 2008 | Abradab – Ostatni poziom kontroli                                      | produkcja utworu „Raz dwa raz dwa” | [ 219 ]                 |
| 2009 | DJ. B – Mixtape DJ. B Kontra Molesta Ewenement                         | gościnnie rap w utworze „Uwaga (Blend)” | [ 220 ]                 |
| 2009 | WhiteHouse – Poeci                                                     | gościnnie rap w utworze „Krótki wiersz o Jaromirze Jagrze” | [ 221 ]                 |
| 2009 | Ortega Cartel – Lavorama                                               | gościnnie rap w utworze „Nawet jeśli” | [ 222 ]                 |
| 2009 | Michał Urbaniak – Miles of Blue                                        | gościnnie rap w utworze „All Blues” (oraz Mika Urbaniak) | [ 223 ]                 |
| 2009 | Numer Raz – Ludzie, maszyny, słowa                                     | produkcja utworów „Myśli”, „Stan nastuk” i „Na kosmos” | [ 224 ]                 |
| 2009 | Sofa – Doremifasofa                                                    | gościnnie rap w utworze „Affairz” | [ 225 ]                 |
| 2009 | Te-Tris – Dwuznacznie                                                  | gościnnie rap w utworze „Bez wazeliny (każdy wers)” oraz produkcja utworów: „Skr.”, „Nieodwracalnie”, „Tam i z powrotem (dookoła)” i „Zyskistraty”                                                                                  | [ 226 ]                 |
| 2009 | Cadillac Dale – So Fly                                                 | remiks utworu „Keep it Classy” oraz produkcja | [ 227 ]                 |
| 2009 | DJ Tuniziano – Polski blender                                          | rap w utworze „Kochana Polsko” | [ 228 ]                 |
| 2009 | Familia HP – 42                                                        | produkcja utworów „Intro”, „2-0-0-9”, „42”, „To wciąż ja”, „Krok za daleko”, „Niebo”, „Obiecana ziemia”, „Zostaną najtwardsi” i „Za wcześnie, by umierać”                                                                           | [ 229 ]                 |
| 2009 | TPWC – To prawdziwa wolność człowieka                                  | gościnnie rap w utworze „Błędne koło” | [ 230 ]                 |
| 2009 | W2B – Scyzorak turistyczny                                             | gościnnie rap w utworze „Jola lojalna Jola nielojalna” | [ 231 ]                 |
| 2009 | Warszafski Deszcz – Powrócifszy…                                       | produkcja utworu „Weź to kurwa pogłośnij” | [ 232 ]                 |
| 2010 | PMM – Rap, stresy, hulana, interesy                                    | gościnnie rap w utworze „Daj mi bit” | [ 233 ]                 |
| 2010 | Reps – So Much More                                                    | produkcja | [ 234 ]                 |
| 2010 | Green – Kryptonim monolog                                              | produkcja utworów „Afisz”, „Niepokój”, „Patrzę, więc widzę”, „Ludzie”, „Finał sukcesu”, „Chcę dojść do mety” i „Zmieniłem kwadrat”                                                                                                  | [ 235 ]                 |
| 2010 | Pyskaty – Pysk w pysk (Edycja specjalna)                               | gościnnie rap w utworze „Bez granic” | [ 236 ]                 |
| 2010 | Marika – Put Your Shoes On/Off                                         | remiks utworu „Esta Festa” | [ 237 ]                 |
| 2010 | Lukatricks – Czarne złoto                                              | gościnnie rap w utworze „Piątek (historia się powtarza)” | [ 238 ]                 |
| 2010 | Beat Brothers / O.S.T.R. feat. Royce Da 5′9″ – Eyes Wide Open (singel) | produkcja | [ 239 ] [ 240 ] [ 241 ] |
| 2010 | Abradab – Abradabing                                                   | gościnnie rap w utworze: „Czuję się jak” oraz produkcja | [ 242 ]                 |
| 2010 | DJ Tuniziano – Polski Blender Vol. 2                                   | gościnnie rap w utworze „Bez granic” | [ 243 ]                 |
| 2010 | Rahim – Amplifikacja                                                   | remiks utworu „Pasażer” | [ 244 ]                 |
| 2010 | DJ. B – Mixtape Plan B (Epizod 1)                                      | gościnnie rap w utworze „Do tego beatu” | [ 245 ]                 |
| 2010 | Medium – Alternatywne źródło energii                                   | gościnnie rap w utworze „Wyprzedzając przeszłość” oraz mastering | [ 246 ]                 |
| 2010 | Main Flow – Return of the Castle                                       | produkcja utworu „The Dungeon” | [ 247 ]                 |
| 2010 | Stylowa Spółka Społem – Powrót po przeszłości                          | gościnnie rap w utworze „Trussskul” | [ 248 ]                 |
| 2011 | Slums Attack – Reedukacja                                              | gościnnie rap w utworze „Oddałbym” | [ 249 ]                 |
| 2011 | Echinacea – Echinacea                                                  | gościnnie rap w utworze: „Spacer” (oraz DJ Kebs) | [ 250 ]                 |
| 2011 | Moral/Gano – Przeminęło z dymem                                        | gościnnie rap w utworze „Neony” | [ 251 ]                 |
| 2011 | Frenchman – Świadectwo                                                 | gościnnie rap w utworze „Boski gen” | [ 252 ]                 |
| 2011 | Diox, The Returners – Logika gry                                       | mastering | [ 253 ]                 |
| 2011 | PMM – Poza horyzont                                                    | produkcja albumu, gościnnie rap w utworach „Poza horyzont” i „Wstawaj” (oraz Grubson) | [ 254 ]                 |
| 2011 | Wyga – Serce, rozum & głos                                             | remiks utworu „Serce, rozum & głos” | [ 255 ]                 |
| 2011 | Enter – Pomiędzy kamienicami/Liryczny żywjoł                           | produkcja | [ 256 ]                 |
| 2011 | Fokus – Prewersje                                                      | produkcja utworu „Prewersje” | [ 257 ]                 |
| 2012 | Endefis – Taki będę                                                    | produkcja utworów „1 milion”, „Nie zazdroszczę”, „Nawijamy” i „Dać światu znać” | [ 258 ]                 |
| 2012 | Familia HP – Misja                                                     | gościnnie rap w utworze „Misja” oraz produkcja utworów: „Niematotamto”, „Nie przekreślaj nas”, „Zostaw to!”, „Chcę tu być”, „Kobieta na krańcu świata” i „Kocham i nienawidzę”                                                      | [ 259 ]                 |
| 2012 | Medium – Teoria równoległych wszechświatów                             | remiks utworu „Nieznane” | [ 260 ]                 |
| 2012 | Voskovy – 5 złotych zasad                                              | gościnnie rap i instrumenty klawiszowe w utworze „Tren”, instrumenty klawiszowe w utworach: „Wyjazd (Intro)” (oraz DJ Flip), „Klęska” (oraz Pjus),„Sezon żniw” (oraz Miuosh) i „Jest dobrze” (oraz VNM) oraz mastering i miksowanie | [ 261 ]                 |
| 2012 | Diox, The Returners – Backstage                                        | gościnnie rap w utworze „Mnie nie interere” | [ 262 ]                 |
| 2012 | WhiteHouse – Kodex 4                                                   | gościnnie rap w utworze „Rakotwórczy” | [ 263 ]                 |
| 2012 | Paluch – Niebo                                                         | gościnnie rap w utworze „Nie mam wyrzutów sumienia” produkcja utworu „Nie mam wyrzutów sumienia” | [ 264 ]                 |
| 2012 | Medium – Graal                                                         | gościnnie rap w utworze „Tekst życia” | [ 265 ]                 |
| 2012 | Minoo – All the World                                                  | gościnnie rap w utworze „Run in Town” | [ 266 ]                 |
| 2012 | Pyskaty – Pasja                                                        | produkcja utworów „S.A.L.I.G.I.A.” i „Krzyk” | [ 267 ]                 |
| 2013 | Sensi – Full Flavour                                                   | produkcja albumu, gościnnie rap w utworze „Mistrz Ceremonii” | [ 268 ]                 |
| 2013 | W.E.N.A. – Nowa ziemia                                                 | gościnnie rap w utworze: „Najlepsze przed nami” | [ 269 ]                 |
| 2013 | Sztigar Bonko – Jo! Sznupia                                            | głos w utworach „Intro” i „Outro” | [ 270 ]                 |
| 2013 | Sarius – Blisko leży obraz końca                                       | gościnnie rap w utworze „Przerywamy program” (oraz Hades), produkcja utworu „Powiem coś więcej” | [ 271 ]                 |
| 2013 | Green – Buntownicy i lojaliści                                         | produkcja oraz gościnnie w utworze „Ekran” | [ 272 ]                 |
| 2013 | Centrum Strona – Świadkowie patologii                                  | produkcja utworów „Kontrast” i „Nie jaram się” | [ 273 ]                 |
| 2013 | 2sty – Puzzle                                                          | produkcja utworów „Wzloty i upadki” i „Pod prąd” | [ 274 ]                 |
| 2013 | Zorak – Świadomość                                                     | produkcja | [ 275 ]                 |
| 2013 | PMM – Zatrzymać gniew                                                  | produkcja albumu (oraz Killing Skills), gościnie rap w utworach „Chłód” i „Za późno na miłość” (oraz Ras Luta) | [ 276 ]                 |
| 2013 | Dixon37 – O.Z.N.Z. (Od zawsze na zawsze)                               | gościnie rap w utworze „Jestem z tobą” (oraz Sokół) | [ 277 ]                 |
| 2013 | Wojtas – 23                                                            | produkcja utworu „Ooo tak” | [ 278 ]                 |
| 2013 | JTM – Analogowe historie                                               | produkcja | [ 279 ]                 |
| 2014 | RH- – Karty SIM                                                        | produkcja oraz gościnnie rap w utworze „Bity, rymy, życie” | [ 280 ]                 |
| 2014 | HV/Noon – HV/Noon                                                      | gościnnie rap w utworze „99” | [ 281 ]                 |
| 2014 | Rak – System Crack                                                     | gościnnie rap w utworze „Kochana Polsko” | [ 282 ]                 |
| 2014 | Małach, Rufuz – Oryginał                                               | produkcja utworów „Między nami” i „99” | [ 283 ]                 |
| 2014 | Jeru the Damaja – The Hammer                                           | produkcja utworu „Point Blank” | [ 284 ]                 |
| 2014 | Sarius – Wszystko dobrze EP                                            | produkcja utworu „Zapalnik” | [ 285 ]                 |
| 2014 | Zorak – Suplement świadomości                                          | produkcja utworów „Jeszcze jeden dzień” i „Suplement” | [ 286 ]                 |
| 2014 | Sarius – Daleko jeszcze?                                               | produkcja, miksowanie, mastering | [ 287 ]                 |
| 2014 | Mroku – Łowca demonów EP                                               | produkcja | [ 288 ]                 |
| 2014 | Łysonżi Dżonson – Browka Szpinak                                       | produkcja utworu „Myślę to mówię” | [ 289 ]                 |
| 2014 | Blasku – Bez urazy                                                     | gościnnie rap w utworze „Samozwańczy królowie” oraz produkcja utworów „To nie tak”, „Bądź spokojny”, „Trzymaj swój kurs” i „To dzięki wam”                                                                                          | [ 290 ]                 |
| 2014 | Kafar – Panaceum                                                       | gościnnie rap w utworze „Rana, która się nie goi” oraz produkcja utworów „Z braku laku” i „Niewdzięczne serca” | [ 291 ]                 |
| 2014 | Luxon – Audioactive Dreams                                             | gościnnie rap w utworze „Shame” (oraz Hades, Torae) | [ 292 ]                 |
| 2014 | Kliford – Film                                                         | produkcja utworów „Stado” „Ładunek”, „Stan umysłu”, „Na chodniku”, „Las”, „Rozsądek”, „Spokój”, „Klucz”, „Ostatni” | [ 293 ]                 |
| 2015 | Killing Skills – Harmonics                                             | gościnnie rap w utworach „Odpalić świat” i „Take the Sun Away” | [ 294 ]                 |
| 2015 | Quebonafide – Ezoteryka                                                | produkcja utworu „Światłowstręt” | [ 295 ]                 |
| 2015 | Rover – Słowoplastyka                                                  | produkcja utworów „Święte słowa”, „Matka Polka” i „Dzwoni telefon” | [ 296 ]                 |
| 2015 | Proceente, Bleiz – Aloha-Grill                                         | produkcja utworu „Potrzebuję” | [ 297 ]                 |
| 2015 | Soulpete – RAW                                                         | gościnnie rap w utworach: „Wieża Eiffla” i „Growbox” (oraz Jeżozwierz) | [ 298 ]                 |
| 2015 | Voskovy – Second Hand                                                  | gościnnie rap w utworze „Serce, pasja i krew” | [ 299 ]                 |
| 2016 | DJ Decks – Mixtape 5                                                   | gościnnie rap w utworze „Sokół/PIH/O.S.T.R/Kroolik Underwood” (oraz Sokół, PIH, Kroolik Underwood) | [ 300 ]                 |
| 2016 | Familia HP – Reguły gry                                                | produkcja | [ 301 ]                 |
| 2016 | Greenzki / Gres – Fraktal                                              | produkcja | [ 302 ] [ 303 ]         |
| 2016 | Grand Agent – Hastle 'Till It Hurt                                     | produkcja | [ 304 ]                 |
| 2016 | Otsochodzi – Slam                                                      | produkcja utworu „Yo mamo!” | [ 305 ]                 |
| 2016 | Wawson – Widok ze szczytu bloków                                       | produkcja | [ 306 ]                 |
| 2017 | Hades – Świattło                                                       | gościnnie rap w utworze „Zimna krew 2.0” (oraz Sacha Vee) | [ 307 ]                 |
| 2017 | Kościey – Kto jak nie my? (EP)                                         | produkcja | [ 308 ]                 |
| 2017 | Kuba Knap i Bonny Larmes – Bejłocz                                     | gościnnie rap w utworze „Gwiazdy” (oraz Numer Raz) | [ 309 ]                 |
| 2017 | Otsochodzi – Nowy kolor                                                | gościnnie rap w utworze „SumieNIE” (oraz Holak, Taco Hemingway) | [ 310 ]                 |
| 2017 | Pushaz – Skaičiai                                                      | gościnnie rap w utworze „Klasika, kuri išlaiko klasę” | [ 311 ]                 |
| 2018 | Hemp Gru – Eter                                                        | gościnnie rap w utworze „Mały wielki człowiek” (oraz Patrycja Markowska) | [ 312 ]                 |
| 2018 | Laboratorium – Now                                                     | gościnnie rap w utworze „Laboratorium” | [ 313 ] [ 314 ]         |
| 2018 | Sigma NGWM – Klasa robotnicza                                          | produkcja utworów „W biegu” i „A gdybym ci powiedział” | [ 315 ]                 |
| 2018 | DJ Decks – Mixtape 3654                                                | gościnnie rap w utworach „Prze hip hop” (oraz Kuba Knap, Ero) i „Zanik świadomości” (oraz PIH, Sokół, Kroolik Underwood) | [ 316 ]                 |
| 2019 | BonSoul – ReStart                                                      | gościnnie rap w utworze „Krwawy sport” | [ 317 ]                 |
| 2019 | DJ Ace – Long Story Short                                              | produkcja | [ 318 ]                 |
| 2019 | Kali / Magiera – Chudy chłopak                                         | gościnnie rap w utworze „Poza światem” | [ 319 ]                 |
| 2020 | DJ Decks – Mixtape 7                                                   | gościnnie rap w utworze „Nigdy nie jest za późno / Never Too Late” (oraz Ras Kass) | [ 320 ]                 |
| 2020 | Kafar – Panaceum 3: Czarno na białym                                   | produkcja utworu „Tombak” | [ 321 ]                 |
| 2020 | Wigor – 1978                                                           | produkcja utworu „Zaklęte rewiry”, gościnnie rap w utworze „Motyw przewodni” | [ 322 ]                 |
| 2021 | Miętha – 36,6 (wersja Extended)                                        | gościnnie rap w utworze „Jak to jest” | [ 323 ]                 |
| 2022 | Kafar – Na otwartym sercu                                              | gościnnie rap w utworze „Czuję, że ty też” (oraz Ero) | [ 324 ]                 |
| 2022 | Rude N!ggaz – Słowiańskie gargulce                                     | produkcja | [ 325 ]                 |
| 2023 | Tede – 3H Hajp Hajs Hejt                                               | gościnnie rap w utworze „Rarara” | [ 326 ]                 |
| 2023 | Mor W.A. – Vademecum                                                   | gościnnie rap w utworze „DS2” (oraz Z.B.U.K.U) | [ 327 ]                 |
| 2023 | Fu – Personality II                                                    | gościnnie rap w utworze „Kontrol” | [ 328 ]                 |
| 2023 | Jano PW – Róża wiatrów                                                 | gościnnie rap w utworze „Prym” (oraz Hinol PW) | [ 329 ]                 |
| 2023 | UNIQAT – Echo (singel)                                                 | gościnnie rap w utworze „Echo” (oraz Miodu) | [ 330 ]                 |
| 2023 | Ostry Bezimienni – Slajdy                                              | gościnnie rap w utworze „Mimo wszystko” | [ 331 ]                 |
| 2024 | Pstyk – To jest w nas (singel)                                         | gościnnie rap w utworze „To jest w nas” | [ 332 ]                 |
| 2024 | Łysonżi, Ninjah, Skorup – Jacanabicie (LP)                             | gościnnie rap w utworze „Inspiracje deluxe” (oraz Proceente, Green) | [ 333 ] [ 334 ]         |
| 2024 | Sarius – Emocjonalne zero (EP)                                         | gościnnie rap w utworze „Po ziomalsku” | [ 335 ]                 |
| 2024 | Małach / Rufuz – Materiał                                              | gościnnie rap w utworze „91 BPM” | [ 336 ]                 |
| 2024 | Donguralesko – Miejskie ptaki                                          | gościnnie rap w utworze „Król duch rapu” | [ 337 ]                 |
| 2024 | Rude N!ggaz – Polskie wesele                                           | produkcja | [ 325 ]                 |
| 2025 | WCK – LTD.                                                             | produkcja, rap | [ 338 ]                 |

### Kompilacje różnych wykonawców
| Rok  | Album                               | Utwór | Źródło  |
| ---- | ----------------------------------- | --- | ------- |
| 1999 | Klan CD#10                          | O.S.T.R. – „A więc bądź przy tym” O.S.T.R. – „OSTR-uj” | [ 339 ] |
| 2001 | Robię swoje 2                       | O.S.T.R., Spinache – „Szczerze” | [ 340 ] |
| 2001 | Klan CD#19                          | O.S.T.R. – „Ile jestem w stanie dać” | [ 341 ] |
| 2001 | Blokersi (ścieżka dźwiękowa)        | O.S.T.R. – „A.B.C.” Red, O.S.T.R. – „Pokaż mi to!” | [ 342 ] |
| 2002 | Klan CD#24                          | O.S.T.R. – „Kochana Polsko (Remix)” O.S.T.R. – „5” | [ 343 ] |
| 2002 | Atomistyka                          | O.S.T.R. – Track 10 (bez tytułu) Familia HP, O.S.T.R. – Track 11 (bez tytułu) produkcja utworu Spinache – „Masz to, bierz to” | [ 344 ] |
| 2002 | JuNouMi Records EP Vol. 2           | produkcja utworów DrinAllStars – „Kolejny drink” i Eis – „Graj z nami rap” | [ 345 ] |
| 2003 | JuNouMi Records EP Vol. 3           | O.S.T.R. – „Witaj w 2003” DJ Feel-X, Frenchman, O.S.T.R. – „Coś nie tak” | [ 346 ] |
| 2003 | Klan CD#34                          | O.S.T.R. – „Początek” | [ 347 ] |
| 2003 | VIVA Hip Hop Vol. 2                 | O.S.T.R. – „Kochana Polsko” | [ 348 ] |
| 2004 | Hip-Hop.pl – Kompilacja             | Fu, Kwas, Pablopavo, O.S.T.R., Mercedresu – „Raptowne realia” O.S.T.R. – „Rap po godzinach” | [ 349 ] |
| 2005 | Road Hip Hop 2005                   | O.S.T.R. – „Nie napisze” | [ 350 ] |
| 2005 | Czarny piątek Vol. 1 – Polski beat  | O.S.T.R. – „Nie lubię poniedziałków” O.S.T.R. – „Rap po godzinach” | [ 351 ] |
| 2005 | 12 ławek                            | O.S.T.R. – „Polska, kraj, ojczyzna – Kochana Polsko Remix” (Ławka Dwunasta) | [ 352 ] |
| 2005 | U ciebie w mieście 2                | Vienio, Pele, Foster, Pezet, Ero, O.S.T.R., Lil Dap – „U ciebie w mieście 2” O.S.T.R. – „Krótki kawałek o wydawaniu” Vienio, Pele, Foster, Pezet, Ero, O.S.T.R., Lil Dap – „U ciebie w mieście 2” (Waco Remix) Vienio, Pele, Foster, Pezet, Ero, O.S.T.R., Lil Dap – „U ciebie w mieście 2” (DJ Seb Remix) | [ 353 ] |
| 2006 | RBK Hip Hop 2006                    | O.S.T.R., Kochan – „Opijamy 7” O.S.T.R., Kochan – „Opijamy 7” (Kuba O. Remix) | [ 354 ] |
| 2006 | Made in Łódź                        | O.S.T.R. – „?” | [ 355 ] |
| 2006 | Prosto Mixtape Deszczu Strugi       | DonGuralEsko, O.S.T.R., Sokół – „Ziomek” | [ 356 ] |
| 2007 | Aleja gówniarzy (ścieżka dźwiękowa) | O.S.T.R. – „Kochana Polsko” O.S.T.R. – „Wiesz, że w Łodzi jest centrum ziemi?” | [ 357 ] |
| 2008 | Road Hip-Hop Classic 2008           | O.S.T.R. – „Nie napisze” | [ 358 ] |
| 2009 | Asfalt Records 1999–2009            | O.S.T.R. – „Apacz” | [ 359 ] |
| 2011 | Grube jointy 2: karani za nic       | jako Kładimotor, gościnnie rap w utworze NTK – „Podróże z Marią” (oraz Lilu) produkcja utworów Kas – „Nie ma problemu”, Fabuła – „HAU HAI”, Kleban, ZonQuero, Komo, Kris, Super Mleko, Quakowy, Kamel, Siwy Dym, DJ Miszyn – „Na100jara”                                                                   | [ 360 ] |
| 2011 | Popkiller Młode Wilki               | produkcja utworu Popkiller Młode Wilki – „Na front” | [ 361 ] |
| 2013 | Męskie Granie 2013                  | O.S.T.R.,Grażyna Łobaszewska – „Gdybyś” Pink Freud, O.S.T.R. – „Fanfarafa” Pink Freud, O.S.T.R. – „Godzilla” O.S.T.R., Michał Urbaniak – „J.A.Z.Z.” O.S.T.R., Michał Urbaniak – „Mike Out” | [ 362 ] |
| 2014 | Prosto XV                           | PMM – „Poza horyzont” (gościnnie: O.S.T.R.) | [ 363 ] |
| 2014 | Nowe pokolenie 14/44                | O.S.T.R., Waldemar Kasta, Joanna Kulig, Joanna Lewandowska – „Dziś idę walczyć – Mamo!” O.S.T.R., Anna Karwan – „Kołysanka (nad Warszawą deszcz)” | [ 364 ] |
| 2016 | Męskie Granie 2016                  | O.S.T.R. – „Diagnoza” Męskie Granie Orkiestra 2016, O.S.T.R. – „12 groszy” Męskie Granie Orkiestra 2016, Dawid Podsiadło, O.S.T.R., Tomasz Organek – „Wataha” | [ 365 ] |
| 2021 | DeNekstBest Mixtape Vol. 2          | Bilon, Fukaj, O.S.T.R., VNM – „Igły” | [ 366 ] |

## Teledyski

### Solowe
| Rok  | Tytuł                                                    | Reżyseria                                | Album                       | Źródło          |
| ---- | -------------------------------------------------------- | ---------------------------------------- | --------------------------- | --------------- |
| 2001 | „Ile jestem w stanie dać”                                | —                                        | Masz to jak w banku         | [ 367 ]         |
| 2002 | „Kochana Polsko”                                         | Bogumił Godfrejów                        | Tabasko                     | [ 368 ]         |
| 2003 | „Rap po godzinach” (gościnnie: DJ Haem)                  | —                                        | Jazz w wolnych chwilach     | [ 369 ]         |
| 2003 | „Początek…”                                              | Bogumił Godfrejów, Mikołaj Górecki       | Jazz w wolnych chwilach     | [ 370 ]         |
| 2004 | „Odzyskamy Hiphop”                                       | Bogumił Godrejów                         | Jazzurekcja                 | [ 371 ]         |
| 2004 | „Komix”                                                  | —                                        | Jazzurekcja                 | [ 372 ]         |
| 2006 | „Z odzysku”                                              | Opus Film                                | —                           | [ 373 ]         |
| 2006 | „O robieniu bitów”                                       | —                                        | 7                           | [ 374 ]         |
| 2006 | „Więcej decybeli, by zagłuszyć…” (gościnnie: Zeus)       | Bogumił Godrejów                         | 7                           | [ 375 ]         |
| 2007 | „Brother on the Run” (gościnnie: Craig G)                | Michał Poniedzielski, Remigiusz Wojaczek | HollyŁódź                   | [ 376 ]         |
| 2008 | „1980”                                                   | Tomek Czubak                             | Ja tu tylko sprzątam        | [ 377 ]         |
| 2008 | „Jak nie Ty, to kto?” (gościnnie: Brother J)             | Balbina Bruszewska                       | Ja tu tylko sprzątam        | [ 378 ]         |
| 2009 | „Po drodze do nieba”                                     | Tomek Czubak                             | O.c.b.                      | [ 379 ]         |
| 2010 | „Śpij spokojnie”                                         | Michał Rułka                             | Tylko dla dorosłych         | [ 380 ]         |
| 2010 | „Track 12”                                               | Mateusz Pleskacz, Jacek Nastał           | Tylko dla dorosłych         | [ 381 ]         |
| 2011 | „Szpiedzy tacy jak my”                                   | Bogumił Godfrejów, Mikołaj Górecki       | Jazz, dwa, trzy             | [ 382 ]         |
| 2014 | „#Hot16Challenge”                                        | —                                        | —                           | [ 383 ]         |
| 2014 | „Rise of the Sun” (gościnnie: Cadillac Dale, DJ Haem)    | Asfalt Studios                           | Podróż zwana życiem         | [ 384 ]         |
| 2015 | „Ja ty my wy oni” (gościnnie: Sacha Vee)                 | —                                        | Podróż zwana życiem         | [ 385 ]         |
| 2015 | „Nowy dzień”                                             | Piotr Klubicki                           | Podróż zwana życiem         | [ 386 ]         |
| 2015 | „Lubię być sam”                                          | Incognito Movement                       | Podróż zwana życiem         | [ 387 ]         |
| 2016 | „Grawitacja”                                             | —                                        | Podróż zwana życiem         | [ 388 ]         |
| 2016 | „We krwi (Since I Saw You)” (gościnnie: Playground Zer0) | Asfalt Studios                           | Życie po śmierci            | [ 389 ]         |
| 2016 | „Spowiedź” (gościnnie: Sacha Vee)                        | Bart Pogoda                              | Życie po śmierci            | [ 390 ]         |
| 2016 | „Ballada o Roju” (gościnnie: Martyna Budnik-Sołowianiuk) | —                                        | —                           | [ 391 ]         |
| 2017 | „Życie po śmierci (Autentycznie)”                        | —                                        | MTV Unplugged: Autentycznie | [ 119 ]         |
| 2017 | „Diagnoza”                                               | Michał Braum                             | MTV Unplugged: Autentycznie | [ 392 ]         |
| 2017 | „Miami”                                                  | Tadeusz Śliwa                            | Życie po śmierci            | [ 393 ]         |
| 2017 | „Słuch”                                                  | Krzysztof Grajper                        | W drodze po szczęście       | [ 394 ]         |
| 2018 | „All My Life”                                            | Pwee3000 (Maciej Przężak)                | W drodze po szczęście       | [ 395 ]         |
| 2018 | „Alcatraz”                                               | Filip Bartczak                           | W drodze po szczęście       | [ 396 ]         |
| 2018 | „Szczęścia milimetr”                                     | —                                        | W drodze po szczęście       | [ 397 ]         |
| 2018 | „Chevy Impala”                                           | Michał Kawecki, Bartosz Jankowski        | Instrukcja obsługi świrów   | [ 398 ]         |
| 2019 | „Eden” (gościnnie: Cadillac Dale)                        | Pwee3000                                 | Instrukcja obsługi świrów   | [ 399 ]         |
| 2019 | „E.K.O.”                                                 | Błażej Jankowiak                         | Instrukcja obsługi świrów   | [ 133 ]         |
| 2019 | „Monochrom”                                              | Michał Kawęcki                           | Instrukcja obsługi świrów   | [ 400 ]         |
| 2019 | „Nie chcę”                                               | Błażej Jankowiak                         | Gniew                       | [ 401 ] [ 402 ] |
| 2020 | „Son Goku”                                               | Błażej Jankowiak                         | Gniew                       | [ 403 ] [ 404 ] |
| 2023 | „Flam”                                                   | Hubert Błaszczyk                         | Diaporama                   | [ 405 ]         |
| 2023 | „Lemon” (gościnnie: Gibbs)                               | Hubert Błaszczyk                         | Diaporama                   | [ 406 ] [ 407 ] |
| 2023 | „Cristal”                                                | Paweł Zawadzki                           | Diaporama                   | [ 408 ]         |
| 2023 | „Mental Clash”                                           | —                                        | Diaporama                   | [ 141 ]         |
| 2023 | „Wszystkiego najlepszego” (gościnnie: Sarius)            | Hubert Błaszczyk                         | Diaporama                   | [ 142 ] [ 409 ] |
| 2023 | „Pilecki”                                                | Krzysztof Łukaszewicz                    | —                           | [ 410 ]         |
| 2024 | „Kercelak”                                               | Paweł Zawadzki                           | XX                          | [ 148 ]         |
| 2024 | „Tango porcjarza”                                        | Dan Thurlow                              | XX                          | [ 64 ]          |
| 2025 | „Tabasko”                                                | Paweł Zawadzki                           | Tabasko                     | [ 411 ]         |

### Współpraca
| Rok  | Tytuł                                                                 | Reżyseria                                 | Album                          | Źródło          |
| ---- | --------------------------------------------------------------------- | ----------------------------------------- | ------------------------------ | --------------- |
| 2005 | POE (Projekt Ostry Emade) – „Wiele dróg”                              | Joanna Rechnio                            | Szum rodzi hałas               | [ 412 ]         |
| 2005 | POE (Projekt Ostry Emade) – „Nie potrafię gwizdać” / „Kochaj żyć”     | Buttny i Michalski                        | Szum rodzi hałas               | [ 413 ]         |
| 2005 | O.S.T.R., Vienio, Pele, JWP, Pezet, Lil’ Dap – „U ciebie w mieście 2” | Grupa Moment                              | U ciebie w mieście 2           | [ 414 ]         |
| 2006 | Donguralesko, O.S.T.R., Sokół – „Ziomek”                              | —                                         | Mixtape Prosto Deszczu Strugi  | [ 415 ]         |
| 2012 | „600 dni” (oraz Hades)                                                | Blue Box Media                            | —                              | [ 416 ]         |
| 2013 | „Jutro jest dziś” (oraz Katarzyna Nosowska)                           | —                                         | —                              | [ 417 ]         |
| 2013 | „Psychologia tłumu” (oraz Hades; gościnnie: Sacha Vee)                | —                                         | Haos                           | [ 418 ]         |
| 2013 | „Czas dużych przemian” (oraz Hades)                                   | Marek Skrzecz                             | Haos                           | [ 419 ]         |
| 2013 | „Stary Nowy Jork” (oraz Hades; gościnnie: Jordanów)                   | Kapewu                                    | Haos                           | [ 420 ]         |
| 2013 | „Obsesja” (oraz Hades)                                                | Projekt Borusk, Jakub Drobczyński         | Haos                           | [ 421 ]         |
| 2013 | „Ona i ja” (oraz Hades)                                               | Toczy Videos                              | Haos                           | [ 422 ]         |
| 2013 | „Mniej więcej” (oraz Hades)                                           | Andrzej Rajkowski                         | Haos                           | [ 423 ]         |
| 2013 | „Powstrzymać cię” (oraz Hades; gościnnie: Swanski)                    | Błażej Górnicki                           | Haos                           | [ 424 ]         |
| 2013 | „Side Effects” (oraz Marco Polo; gościnnie: Cadillac Dale)            | Andrzej Rajkowski                         | Kartagina                      | [ 425 ]         |
| 2014 | „Miejmy to za sobą” (oraz Marco Polo)                                 | Andrzej Rajkowski                         | Kartagina                      | [ 426 ]         |
| 2014 | „Hołd bloków absolwentom” (oraz Marco Polo; gościnnie: DJ Haem)       | Jasiek Gajdowicz                          | Kartagina                      | [ 427 ]         |
| 2014 | „Nie słuchać przed trzydziestką” (oraz Marco Polo)                    | Piotr Jończyk, Witold Ancerowicz          | Kartagina                      | [ 428 ]         |
| 2014 | „Kartagina” (oraz Marco Polo; gościnnie: DJ Haem)                     | Marcin Roszczyniała, Sebastian Kwidziński | Kartagina                      | [ 429 ]         |
| 2014 | „What is the Question” (oraz Marco Polo)                              | Damian Michalak                           | Kartagina                      | [ 430 ]         |
| 2014 | „Przyjaciel diabła” (oraz Marco Polo)                                 | —                                         | Kartagina                      | [ 431 ]         |
| 2015 | „Mówią mi” (oraz Jeżozwierz, Soulpete)                                | —                                         | Growbox                        | [ 432 ]         |
| 2018 | „Polska siła” (oraz Żywiołak)                                         | Dawid Szurmiej                            | —                              | [ 433 ]         |
| 2019 | „To nie miało prawa się stać” (oraz Ørganek)                          | Michał Kisielewski                        | —                              | [ 434 ] [ 435 ] |
| 2019 | „A₵ID” (oraz Magiera)                                                 | Bartek Szydłowski                         | Arhytmogenic EP                | [ 436 ] [ 437 ] |
| 2019 | „Psy. W imię zasad” (oraz Sebastian Fabijański)                       | Xawery Żuławski                           | —                              | [ 438 ]         |
| 2020 | „Illuminati” (oraz Hades)                                             | —                                         | Hao2                           | [ 439 ]         |
| 2020 | „GOV” (oraz Hades)                                                    | —                                         | Hao2                           | [ 440 ]         |
| 2020 | „Parasomnia” (oraz Hades)                                             | Witold Ancerowicz                         | Hao2                           | [ 441 ]         |
| 2024 | „Best I Can” (oraz Młody Olisadebe, Luck7)                            | Paweł Zawadzki                            | Poczekaj, sprawdzę w telefonie | [ 442 ] [ 443 ] |
| 2024 | „Nowy dzień 2” (oraz Młody Olisadebe, Luck7)                          | Paweł Zawadzki                            | Poczekaj, sprawdzę w telefonie | [ 444 ]         |
| 2024 | „Albumode” (oraz Młody Olisadebe, Luck7)                              | Paweł Zawadzki                            | Poczekaj, sprawdzę w telefonie | [ 445 ] [ 446 ] |
| 2024 | „Sentymentalnie” (oraz Eldo)                                          | —                                         | —                              | [ 447 ]         |
| 2024 | „Urodzeni zwycięzcy” (oraz Tede, Sarius)                              | —                                         | —                              | [ 448 ]         |

### Gościnne
| Rok  | Tytuł                                                                       | Reżyseria                       | Album                          | Źródło          |
| ---- | --------------------------------------------------------------------------- | ------------------------------- | ------------------------------ | --------------- |
| 2002 | WhiteHouse – „Na raz/Ile można?” (gościnnie: O.S.T.R., Tede)                | Grupa 13                        | Kodex                          | [ 449 ]         |
| 2003 | Emade – „Niebo” (gościnnie: O.S.T.R.)                                       | Joanna Rechnio                  | Album producencki              | [ 450 ]         |
| 2006 | Fu – „Raptowne realia” (gościnnie: Kwas, Pablopavo, O.S.T.R., Mercedresu)   | Grupa 13                        | Wrodzony instynkt              | [ 451 ]         |
| 2006 | Wojtek F. – „Rozmowna woda” (gościnnie: O.S.T.R., Byanca)                   | Inbornmedia                     | —                              |                 |
| 2008 | Projektanci – „To słychać” (gościnnie: O.S.T.R.)                            | GCM                             | Braterstwo krwi                | [ 452 ]         |
| 2008 | Reps – „Park Ranger (Remix)” (gościnnie: O.S.T.R., DJ Haem)                 | Damian Michalak                 | The Saga of a Peaceful Man     | [ 453 ]         |
| 2009 | Sofa – „Affairz” (gościnnie: O.S.T.R.)                                      | Mateusz Pleskacz, Jacek Nastał  | Doremifasofa                   | [ 454 ]         |
| 2009 | Ortega Cartel – „Nawet jeśli” (gościnnie: O.S.T.R.)                         | —                               | Lavorama                       | [ 455 ]         |
| 2009 | PMM – „Daj mi bit” (gościnnie: O.S.T.R.)                                    | Grupa GCM                       | Rap, stresy, hulana, interesy  | [ 456 ]         |
| 2010 | Pyskaty – „Bez granic” (gościnnie: Eldo, Ero, Ten Typ Mes, O.S.T.R. i inni) | Toczy Videos                    | Pysk w pysk (reedycja)         | [ 457 ]         |
| 2011 | Slums Attack – „Oddałbym” (gościnnie: O.S.T.R., Jeru the Damaja)            | TBS, Tomasz Jarosz              | Reedukacja                     | [ 458 ]         |
| 2011 | PMM – „Wstawaj” (gościnnie: O.S.T.R., Grubson)                              | DobreKino Studio                | Poza horyzont                  | [ 459 ]         |
| 2012 | Familia HP – „Misja” (gościnnie: O.S.T.R.)                                  | Damian Michalak                 | Misja                          | [ 460 ]         |
| 2013 | W.E.N.A. – „Najlepsze przed nami” (gościnnie: O.S.T.R.)                     | Exformers                       | Nowa ziemia                    | [ 461 ]         |
| 2013 | Sensi – „MC” (gościnnie: O.S.T.R.)                                          | Adam Bednarski                  | Full Flavour                   | [ 462 ]         |
| 2013 | Zorak – „Chce się żyć” (gościnnie: O.S.T.R.)                                | Kapewu                          | Świadomość                     | [ 463 ]         |
| 2013 | Sarius – „Przerywamy program” (gościnnie: O.S.T.R., Hades)                  | Jasiek Gajdowicz                | Blisko leży obraz końca        | [ 464 ]         |
| 2014 | Kafar – „Rana, która się nie goi” (gościnnie: O.S.T.R.)                     | DobreKino Studio                | Panaceum                       | [ 465 ]         |
| 2014 | Luxon – „Shame” (gościnnie: O.S.T.R., Hades, Torae, DJ Kebs)                | Filip Majewski                  | Audioactive Dreams             | [ 466 ]         |
| 2014 | Dixon37 – „Jestem z tobą” (gościnnie: Sokół, O.S.T.R.)                      | ML Filmz                        | O.Z.N.Z. (Od zawsze na zawsze) | [ 467 ]         |
| 2014 | Rakraczej – „Kochana Polsko” (gościnnie: O.S.T.R., DJ Haem)                 | Maciej Buchwald                 | System Crack                   | [ 468 ]         |
| 2014 | Minoo – „Run in Town” (gościnnie: O.S.T.R.)                                 | Osiedle                         | All the World                  | [ 469 ]         |
| 2019 | Kali / Magiera – „Poza światem” (gościnnie: O.S.T.R.)                       | —                               | Chudy chłopak                  | [ 470 ]         |
| 2020 | Wigor – „Motyw przewodni” (gościnnie: O.S.T.R.)                             | —                               | 1978                           | [ 471 ]         |
| 2023 | Tede – „Rarara” (gościnnie: O.S.T.R.)                                       | Zgrywus                         | 3H Hajp Hajs Hejt              | [ 472 ]         |
| 2023 | Mor W.A. – „DS2” (gościnnie: O.S.T.R., Z.B.U.K.U)                           | Wigor Mor W.A., Kamil Nastyk    | Vademecum                      | [ 473 ] [ 474 ] |
| 2023 | Luck7 – „Tybet Freestyle” (gościnnie: O.S.T.R.)                             | —                               | —                              | [ 475 ]         |
| 2023 | Jano PW – „Prym” (gościnnie: O.S.T.R., Hinol PW)                            | —                               | Róża wiatrów                   | [ 329 ]         |
| 2023 | Ostry Bezimienni – „Mimo wszystko” (gościnnie: O.S.T.R.)                    | Paweł Poździk, Marcin Ostrowski | Slajdy                         | [ 331 ] [ 476 ] |
| 2024 | Małach / Rufuz – „91 BPM” (gościnnie: O.S.T.R.)                             | —                               | Materiał                       | [ 477 ]         |
| 2024 | Donguralesko – „Król duch rapu” (gościnnie: O.S.T.R.)                       | —                               | Miejskie ptaki                 | [ 337 ]         |